# Kathok

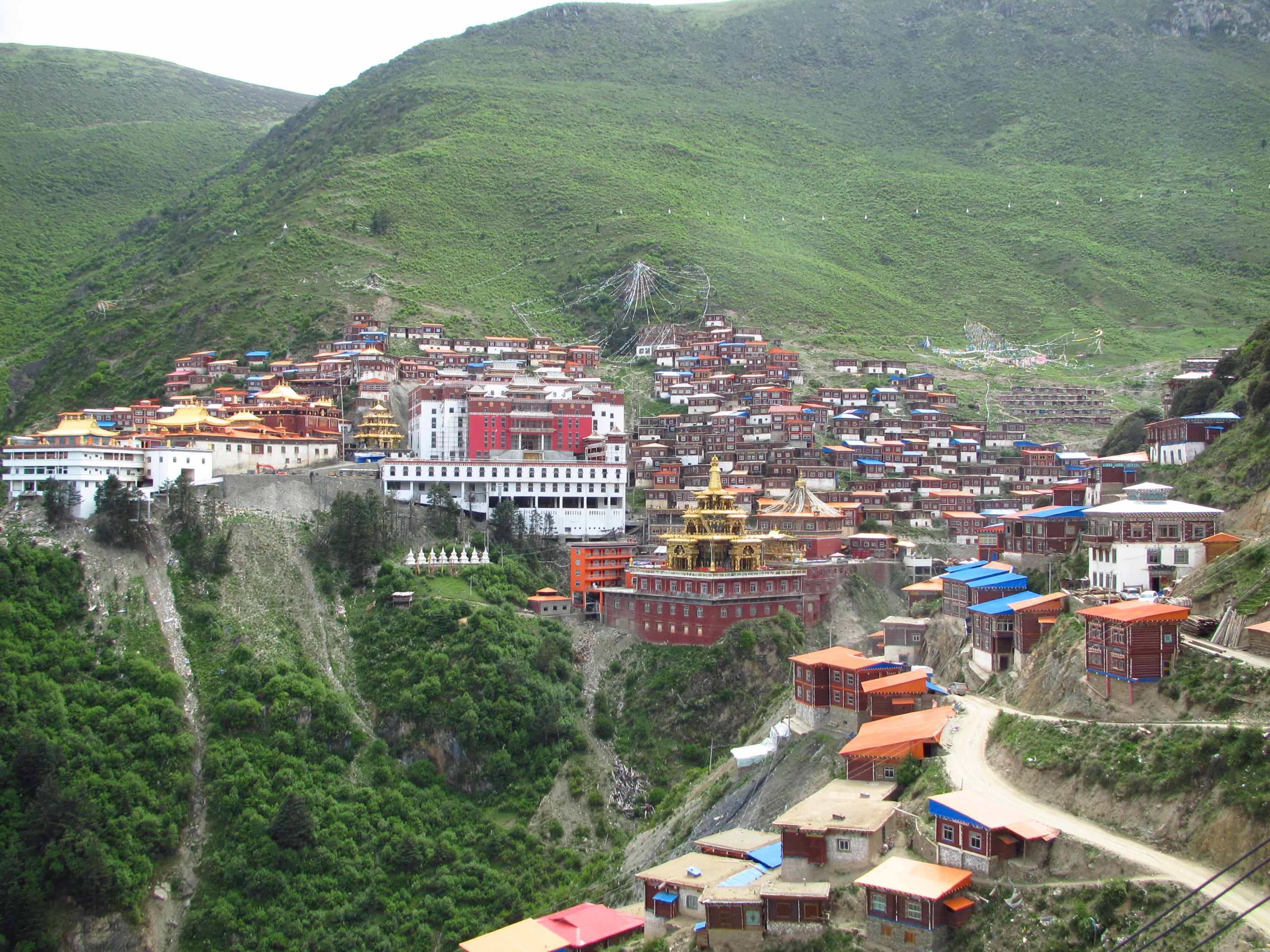
Le monastère de Kathok en 2014

Le monastère de Kathok (Wylie : ka thog) , seconde institution importante après celle de Samye, a été fondé en 1159 par le maître Nyingmapa Katok Dampa Deshek (Kadampa Déshek) (1122-1192), cadet de Phagmo Drupa. La fondation du monastère marqua ainsi le renouveau définitif de l'école Nyingmapa après la persécution du bouddhisme par Langdarma, le dernier roi du Tibet.
Ce pourrait être avec le monastère de Samye, l'un des plus anciens monastères tibétains connus. Peu après sa fondation, le grand maître Dzogchen Vairocana a visité le monastère de Kathok où il a fait construire un chorten. Le 5e propriétaire du trône de Kathok fit construire de nombreux autres monastères et étendait la tradition.

## Anuyoga
Le monastère de Kathok est devenu le siège de la tradition Anuyoga quand il fut négligé par d'autres institutions Nyingmapa. The 'Compendium of the Intentions Sūtra' (Wylie: dgongs pa ’dus pa’i mdo) the root text of the Anuyoga tradition was instrumental in the early Kathog educational system. Nubchen Sangye Yeshe wrote a lengthy commentary on the Compendium of the Intentions Sūtra rendered in English as 'Armor Against Darkness' (Wylie: mun pa’i go cha).

## Éminents érudits du monastère de Kathok
- Katok Rigdzin Tsewang Norbu (1698-1755)
- Getse Mahapandita Gyurme Tsewang Chokdrup (b. 1761)
- Katok Situ Chökyi Gyatso (1880-1923/5)
- Khenpo Ngawang Palzang (aussi appelé Khenpo Ngakchung)
- Katok Situ Chökyi Nyima (1928- 1962, Katok Situ Rinpoché est mort de faim au camp de prisonniers de Gothang Gyalgo) [2],[3]
- Kathok Getse Rinpoché (1954-2018)